# Erodium crenatum
Erodium crenatum là một loài thực vật có hoa trong họ Mỏ hạc. Loài này được Pomel mô tả khoa học đầu tiên năm 1875.